# كاميليا صينية

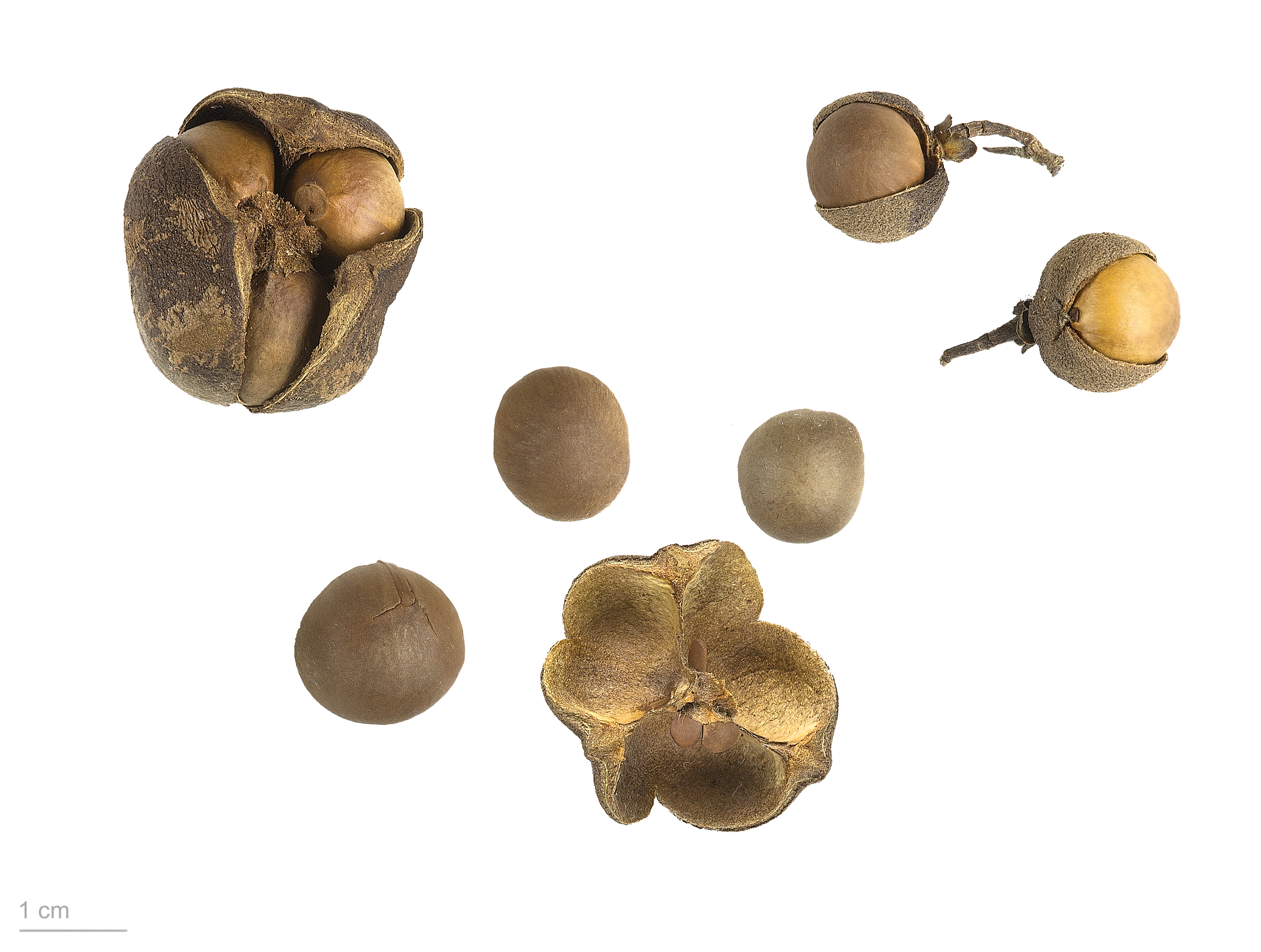
زهرة وبذرة الكاميليا

الكاميليا الصينية (الاسم العلمي: Camellia sinensis) وهي نوع من النباتات التي تستخدم أوراقه وبراعمه لإنتاج المشروب الشعبي الشاي. وتعد من جنس الكاميليا أحد أجناس النباتات المزهرة من فصيلة ثياسي. ينتج منها أنواع مختلفة من الشاي مثل: الشاي الأبيض، الشاي الأصفر، الشاي الأخضر، شاي الأولونج، شاي بوير والشاي الأسود جميع هذه الأنواع يتم معالجتها بشكل مختلف لتحقيق مستويات مختلفة من الأكسدة. يقطف شاي كوكيشا (شاي الأغصان) من نفس النوع «الكاميليا الصينية» ولكن تستخدم الأغصان والسيقان بدلا من الأوراق، وتشمل الأسماء الشائعة نبات الشاي، وشجيرة الشاي، وشجرة الشاي (وينبغي عدم الخلط بينها وبين البلقاء متبادلة الأوراق، التي تعد مصدر زيت شجرة الشاي).

## معرض صور
